# Rossellie Cotino
Rossellie Cotino is een Surinaams politicus. Ze is lid van De Nationale Assemblée voor het district Wanica. Ze is waarnemend fractieleider van de Nationale Democratische Partij (NDP) en lid van de Staatsraad.

## Biografie
Cotino werd circa 1976/1977 geboren en studeerde economie aan de Anton de Kom Universiteit van Suriname. Rond de eeuwwisseling werd ze actief in de politiek voor het Democratisch Nationaal Platform 2000 (DNP 2000) van president Jules Wijdenbosch. Later ging deze partij op in de NDP van Desi Bouterse. Rond de tien jaar later kandideerde ze in het district Wanica tijdens de parlementsverkiezingen van 2010. Ze behaalde 3406 stemmen, wat niet voldoende was voor een zetel.
In aanloop naar de verkiezingen van 2015 was lid van de Staatsraad en kandideerde ze opnieuw. Deze keer had ze wel succes en erna nam ze zitting in De Nationale Assemblée. In deze jaren studeerde ze voor een mastergraad in Accountancy, Auditing & Control. Voor november 2016 slaagde ze voor haar masterstudie. Nadat André Misiekaba het fractieleiderschap van de NDP verruilde voor de positie van minister van Sociale Zaken en Volkshuisvesting en Amzad Abdoel op 23 mei 2019 de fractieleiding formeel van hem overnam, volgde Cotino Abdoel op als waarnemend fractieleider.
Tijdens de verkiezingen van 2025 werd ze op nummer 4 van de lijst van de NDP herkozen.